# Kikujuk

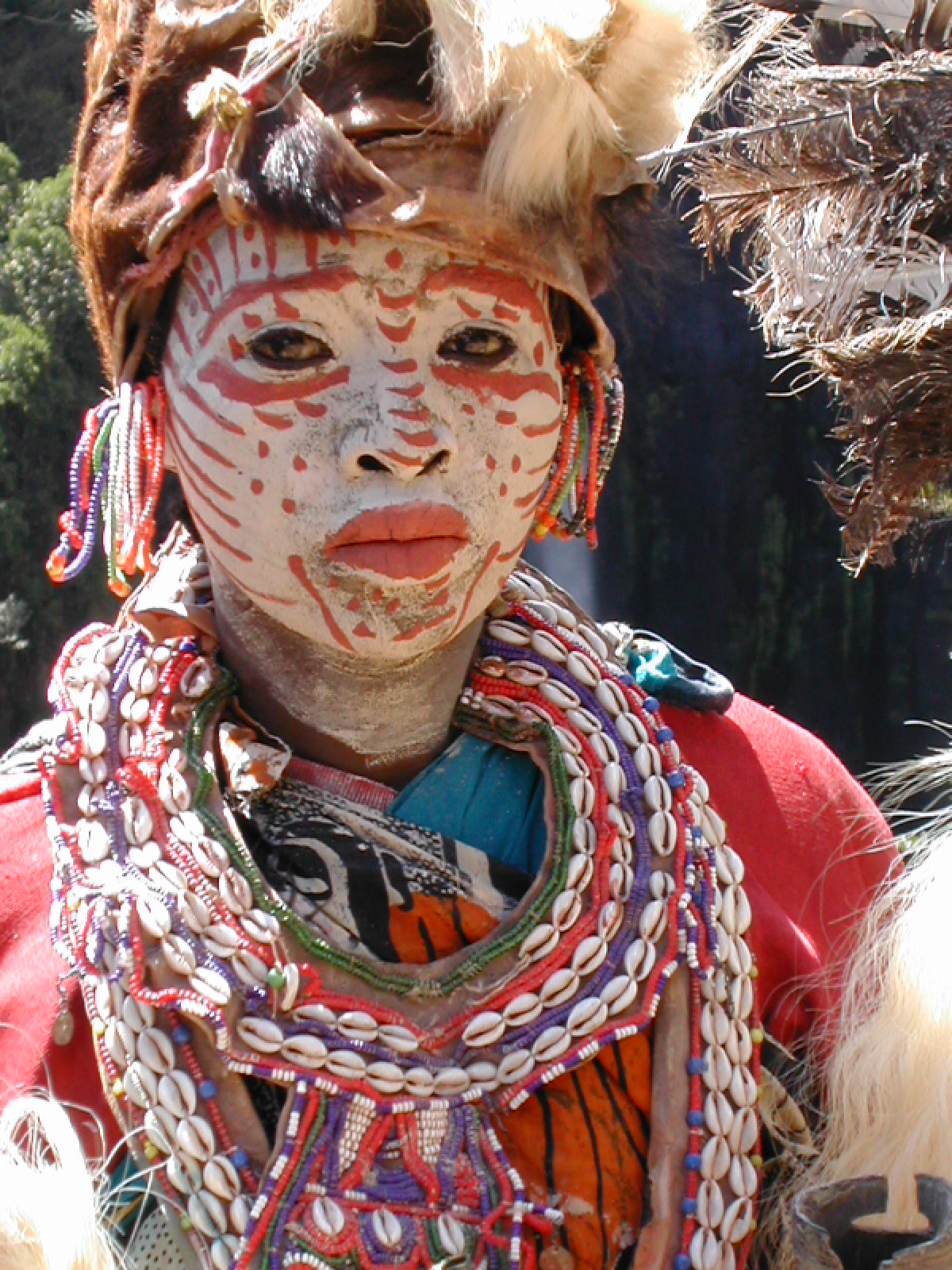
Kikuju nő, hagyományos öltözetben és arcfestéssel

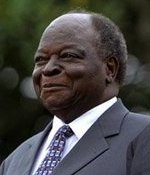
Mwai Kibaki elnök 2003-ban - ő is kikuju

A kikujuk Kenya legnépesebb etnikai csoportja. Magukat agĩkũyũ néven említik, a kikuju ennek anglicizált és rövidített változata. Kenyában az Ethnologue adatai szerint mintegy 5,5 millió kikuju él, az ország népességének mintegy 22%-a. A kikujuk a kikuju nyelvet beszélik, amely a bantu nyelvek közé tartozik. Sokan beszélnek szuahéliül és angolul is. Közeli rokonaik az embu, mbeere és meru népek, akik szintén a Kenya-hegy körül élnek. A  kabete altörzshez tartozó kikujukat, akik a szélesebb Kiambu és Murang'a körzetekben élnek, erős vérségi kapcsolatok kötik a maszájokhoz. Kevésbé keveredtek másokkal a Kirinyaga és Nyeri régiókban élő kikujuk.

## Történetük
Eredetük bizonytalan. Az etnológusok feltételezései szerint Nyugat-Afrikából érkezhettek Kenyába más bantu törzsekkel együtt. A mai Tanzánia területét elérve a Kilimandzsáró hegytől keletebbre húzódtak a mai Kenyába, ahol egy részük a Kenya-hegy körül telepedett le, mások Afrika délibb részeibe vándoroltak tovább. Eredetileg vadászok-gyűjtögetők lehettek, de más neolitikus népektől eltérően a kikujuk nem a pásztorkodásra tértek át, hanem a Kenya-hegy körüli és a Kenyai fennsíkon elnyúló termékeny földek művelésébe fogtak.
Szomszédaikkal, a maszájokkal általában jó viszonyban voltak és élénk kereskedelmet folytattak. Ezt az ősi rendet azonban felborította a brit gyarmatosítás Az 1880-as évektől a britek először a tengerparti vidékeken telepedtek meg, később Nairobiban, amikor a Viktória-tó partjáról a szomszédos Ugandába tartó vasútvonalat építették. A kikujuktól elvették termőföldjeiket és egy kis rezervátumba szorították vissza őket.
A társadalmi problémákra, a föld elvesztésére és a gyarmatosítási nyomásra válaszul az 1920-as évektől felgyorsult a kikujuk önszerveződése. Ekkor hozták létre fiatal, missziókban nevelt kikujuk, köztük Jomo Kenyatta a mérsékelten radikális Kikuyu Központi Szövetséget. A gyarmatosításellenes érzelmek és a belső ellentétek vezettek a második világháború után a mau-mau felkeléshez, amelyet a kikuju központi fennsíkon vívtak 1952 és 1958 közt, főképp a közép-kenyai dzsungelek gerillái többek közt Dedan Kimathi vezetésével. Sokakat a britek tartóztattak le és a belső harcokban sok kikuju vesztette életét. A felkelés mindenesetre hozzájárult a függetlenségi törekvések győzelméhez.
A független Kenya első elnöke, Jomo Kenyatta kikuju volt, ahogy a harmadik elnök, Mwai Kibaki is az.

## Vallásuk
A kikujuk egyistenhívők. A legenda szerint Ngai teremtő isten („az Osztó”), akit a maszájok és a kambák is imádnak, a Kîrînyagán él, amelyet a Kenya heggyel azonosítanak. A hagyomány szerint ő teremtette a földet, eltéphetetlen köteléket hozva létre a föld és a rajta élő emberek közt. Ő hívta magához az ősszülőket, Kikujut (ősapa) és Mumbit (ősanya). Utóbbinak kilenc lánya született, akik 9 törzs ősanyái. A hagyományos kikuju vallás nagy fontosságot tulajdonít a családi hagyománynak és az erdőnek. Erősen visszaszorulóban van: ma a kikujuk 73%-a kereszténynek tartja magát.

## Fordítás
- Ez a szócikk részben vagy egészben  a   Kikuyu című angol Wikipédia-szócikk ezen változatának fordításán alapul.  Az eredeti cikk szerkesztőit annak laptörténete sorolja fel. Ez a jelzés csupán a megfogalmazás eredetét és a szerzői jogokat jelzi, nem szolgál a cikkben szereplő információk forrásmegjelöléseként.